# ماتارو (برشلونة)
بلدية ماتارو (بالكاتالانية: Mataró) هي إحدى بلديات مقاطعة برشلونة, والتي تقع في منطقة كاتالونيا، شرق إسبانيا.
يبلغ عدد سكانها 119.035 نسمة وفقاً لإحصائية سنة (2007

## المناخ
يظهر الجدول التالي التغييرات المناخية على مدار السنة لماتارو:
| البيانات المناخية لـماتارو                            | البيانات المناخية لـماتارو | البيانات المناخية لـماتارو | البيانات المناخية لـماتارو | البيانات المناخية لـماتارو | البيانات المناخية لـماتارو | البيانات المناخية لـماتارو | البيانات المناخية لـماتارو | البيانات المناخية لـماتارو | البيانات المناخية لـماتارو | البيانات المناخية لـماتارو | البيانات المناخية لـماتارو | البيانات المناخية لـماتارو | البيانات المناخية لـماتارو |
| الشهر                                                 | يناير                      | فبراير                     | مارس                       | أبريل                      | مايو                       | يونيو                      | يوليو                      | أغسطس                      | سبتمبر                     | أكتوبر                     | نوفمبر                     | ديسمبر                     | المعدل السنوي              |
| ----------------------------------------------------- | -------------------------- | -------------------------- | -------------------------- | -------------------------- | -------------------------- | -------------------------- | -------------------------- | -------------------------- | -------------------------- | -------------------------- | -------------------------- | -------------------------- | -------------------------- |
| متوسط درجة الحرارة الكبرى °م (°ف)                     | 14.0 (57.2)                | 13.7 (56.7)                | 15.8 (60.4)                | 17.2 (63.0)                | 20.3 (68.5)                | 24.0 (75.2)                | 26.8 (80.2)                | 27.3 (81.1)                | 25.1 (77.2)                | 21.6 (70.9)                | 16.9 (62.4)                | 13.8 (56.8)                | 19.7 (67.5)                |
| المتوسط اليومي °م (°ف)                                | 10.3 (50.5)                | 10.2 (50.4)                | 12.3 (54.1)                | 14.0 (57.2)                | 16.9 (62.4)                | 20.7 (69.3)                | 23.5 (74.3)                | 23.9 (75.0)                | 21.7 (71.1)                | 18.0 (64.4)                | 13.6 (56.5)                | 10.6 (51.1)                | 16.3 (61.3)                |
| متوسط درجة الحرارة الصغرى °م (°ف)                     | 6.7 (44.1)                 | 6.7 (44.1)                 | 8.9 (48.0)                 | 10.7 (51.3)                | 13.5 (56.3)                | 17.3 (63.1)                | 20.2 (68.4)                | 20.4 (68.7)                | 18.2 (64.8)                | 14.5 (58.1)                | 10.4 (50.7)                | 7.4 (45.3)                 | 12.9 (55.2)                |
| الهطول مم (إنش)                                       | 33 (1.3)                   | 53 (2.1)                   | 50 (2.0)                   | 45 (1.8)                   | 66 (2.6)                   | 42 (1.7)                   | 27 (1.1)                   | 33 (1.3)                   | 56 (2.2)                   | 91 (3.6)                   | 74 (2.9)                   | 35 (1.4)                   | 605 (24)                   |
| المصدر: Sistema de Clasificación Bioclimática Mundial |                            |                            |                            |                            |                            |                            |                            |                            |                            |                            |                            |                            |                            |

## توأمة
لماتارو (برشلونة) اتفاقيات توأمة مع كل من:
- كريتاي [11]
- كورسيكو [11]
- ثيخين [11]
- فورت لودرديل [11]
- Dürnau, Göppingen [الإنجليزية]‏ [11]
- Gammelshausen [الإنجليزية]‏ [11]
- ذا برونكس

## أعلام
- كارليس ألينيا
- سيرجيو رودريغيز غارسيا
- ديداك فيلا
- سيرخيو سانتشيز أورتيغا
- كارلوس مارتينز